# Carolyn Jones
Carolyn Sue Jones (ur. 28 kwietnia 1930 w Amarillo, zm. 3 sierpnia 1983 w West Hollywood) – amerykańska aktorka filmowa i telewizyjna. Nominowana do Oscara za najlepszą rolę drugoplanową w filmie Wieczór kawalerski (1957) Delberta Manna. Największą popularność przyniosła jej rola Morticii Addams w serialu telewizyjnym Rodzina Addamsów, nadawanym w latach 1964−1966.
Była drugą z trzech żon producenta filmowego i telewizyjnego Aarona Spellinga.

## Życiorys
Urodziła się w 1930 roku w Amarillo w Teksasie. Miała jedną siostrę. W 1934 roku jej ojciec porzucił rodzinę, a matka przeniosła się wraz z córkami do rodziców. Jako dziecko cierpiała na ciężką astmę. Pasjonowała ją kinematografia. W 1947 roku podjęła naukę aktorstwa w Pasadena Playhouse, którą ukończyła w 1950 roku. Jej edukację finansował dziadek. Sama dorabiała pracując w czasie studiów w magazynie. Podejmowała również próby, by zostać aktorką. W tym celu zrobiła operację plastyczną nosa, by poprawić swój wizerunek.
Zadebiutowała w 1952 w filmie The Turning Point. W tym roku podpisała pierwszy kontrakt z Paramount Pictures i zagrała w filmach Droga do Bali i Off Limits, ale wytwórnia nie przedłużyła z nią kontraktu. W 1953 zagrała u boku Vincenta Price'a w horrorze Gabinet figur woskowych. Film okazał się sukcesem i przyniósł jej popularność.
Kolejnymi głośnymi filmami z jej udziałem były m.in. w Inwazja porywaczy ciał (1956) oraz Wieczór kawalerski (1957). Rola w tym ostatnim przyniosła jej nominację do Oscara dla najlepszej aktorki drugoplanowej. W 1958 dostała, wraz z dwiema innymi aktorkami, Złoty Glob dla najbardziej obiecującej nowej aktorki. W 1964 roku powierzono jej rolę Morticii Adams w serialu telewizyjnym Rodzina Addamsów. Produkcja cieszyła się ogromną popularnością. Kręcono ją do 1966, wówczas kariera Carolyn przystopowała.
Po 1966 roku coraz rzadziej pojawiała się w filmach. Okazjonalnie występowała w telewizji. W 1981 roku zdiagnozowano u niej raka okrężnicy. Zmarła dwa lata później. Spoczywa na cmentarzu Melrose Abbey Memorial Park w Anaheim (Kalifornia, USA).

## Życie prywatne
Była trzykrotnie zamężna: Jej mężami byli Aaron Spelling (1953–1964, rozwód), Herbert S. Greene (1968–1977, rozwód) oraz Peter Bailey-Britton (od 1982 do jej śmierci).

## Filmografia
- 1952: Turning Point
- 1952: Droga do Bali (Road to Bali)
- 1952: Off Limits
- 1953: Bannion (The Big Heat)
- 1953: Gabinet figur woskowych (House of Wax)
- 1954: Poznać prawdę (Three Hours to Kill)
- 1954: Desirée
- 1955: Pułapka miłości (The Tender Trap)
- 1955: Słomiany wdowiec (The Seven Year Itch)
- 1956: Człowiek, który wiedział za dużo (The Man Who Knew Too Much)
- 1956: Inwazja porywaczy ciał (Invasion of the Body Snatchers)
- 1957: Wieczór kawalerski (The Bachelor Party)
- 1958: Marjorie Morningstar
- 1958: Król Kreol (King Creole)
- 1959: Ostatni pociąg z Gun Hill (Last Train from Gun Hill)
- 1959: Dziura w głowie (A Hole in the Head)
- 1960: Pałac z lodu (Ice Palace)
- 1961: Sail a crooked ship
- 1959: Człowiek w potrzasku (The Man in the Net)
- 1962: Jak zdobywano Dziki Zachód (How the West Was Won)
- 1963−1966: Prawo Burke’a (Burke’s Law) (serial tv)
- 1964−1966: Rodzina Addamsów (The Addams Family) (serial tv)
- 1976: Zjedzeni żywcem (Eaten Alive)

## Nagrody i wyróżnienia[3]
- 1958: nominacja do Oscar w kategorii: Najlepsza aktorka drugoplanowa za film Wieczór kawalerski.
- 1958: nagroda Złotego Globu w kategorii: Najbardziej obiecująca nowa aktorka za film Marjorie Morningstar.
- 1963: nominacja do Złotego Globu w kategorii: Najlepsza gwiazda telewizyjna – kobieta za serial Prawo Burke’a (1963)